# Frosnitzkees
Das Frosnitzkees ist ein Gletscher in der Venedigergruppe. Es erstreckt sich zwischen Weißspitze und Kristallwand im Gemeindegebiet von Matrei in Osttirol (Osttirol).

## Lage
Das Frosnitzkees liegt am Zusammenstoß des Eichhamstocks mit dem Hohen Gletscherdach nahe an der Gemeindegrenze zu Prägraten am Großvenediger. Im Nordwesten bildet der Grat zwischen Stein am Ferner (3246 m ü. A.) und Kristallwand (3310 m ü. A.) die Grenze zum Äußeren Mullwitzkees, im Südwesten grenzt das zwischen Stein am Ferner und Weißspitze (3300 m ü. A.) gelegene Frosnitztörl (3110 m ü. A.) den Frosnitzkees vom Zettalunitzkees ab. Zusammen mit vielen anderen Gletschern wie beispielsweise dem Schlatenkees oder dem Venedigerkees bildet das Frosnitzkees den größten zusammenhängenden Firnhaubengletscher der Ostalpen.
Im Süden bilden die Weißspitze, der Vordere Seekopf (3282 m ü. A.), der Hintere Seekopf (3234 m ü. A.) und die Hohe Achsel (3161 m ü. A.) die Südfassade des Frosnitzkees. Nächstgelegene Schutzhütte ist die am Talschluss des Frosnitztales unterhalb des Frosnitzkees gelegene Badener Hütte.

## Geschichte
Das Frosnitzkees reichte Mitte des 19. Jahrhunderts noch bis unterhalb von 2400 Metern und lang damit noch südöstlich der Badener Hütte. Zudem war es im Norden noch mit dem Kristallwandkees verbunden. Durch den Gletscherschwund seit 1850 ging diese Verbindung jedoch verloren und der Gletscher zog sich rund 2 Kilometer nach Westen zurück.
Auf Grund der nur noch geringen Transfluenz zwischen Kristallwand und Weißspitze wird bei gleichbleibender Tendenz des Gletscherrückganges eine alsbaldige Trennung des Frosnitzkees vom zusammenhängenden Firnhaubengletscher erwartet. Beim Kristallwandkees ist diese Trennung bereits erfolgt.